# Barrage de Hōnen'ike
Le barrage de Hōnen'ike (豊稔池ダム -damu) est un barrage voûte situé dans la chaîne des montagnes Sanuki à Ōnohara, Kagawa, préfecture de Kagawa au Japon. Le réservoir ainsi créé est utilisé pour l'irrigation. La construction commence en 1926 et se termine en 1930. Le barrage fait 31 m de haut pour une longueur de 128 m. Il est supporté par six arches en contrefort. Certains travaux de rénovation ont été nécessaires pour contrôler les fuites et une attention particulière a été prise en raison de son statut de bien culturel.
Le barrage a été désigné bien culturel important du Japon par le ministère japonais de la culture.